# Reg Strikes Back
Reg Strikes Back – 21. studyjny album brytyjskiego piosenkarza i kompozytora Eltona Johna, wydany w roku 1988. Za pomocą tego albumu, pianista chciał zamanifestować swój powrót. Był to też jego symbol walki ze złą passą. „Reg” w tytule płyty nawiązuje do prawdziwego imienia Eltona – Reginald Kenneth Dwight. Jest to też ostatni album, na którym pojawia się basista Dee Murray (zmarł w 1992). Utwory „I Don’t Wanna Go On With You Like That” i „A Word In Spanish” dotarły kolejno do 2. i 19. miejsca w notowaniach.
Na tym wydawnictwie Elton John nie gra na fortepianie. Został on zastąpiony syntezatorem Roland RD-1000, który jak się potem miało okazać, stał się filarem Eltona do roku 1992.

## Spis utworów

### Wersja oryginalna
1. „Town of Plenty” – 3:40
2. „A Word in Spanish” – 4:39
3. „Mona Lisas and Mad Hatters (Part Two)” – 4:12
4. „I Don’t Wanna Go On With You Like That” – 4:36
5. „Japanese Hands” – 4:40
6. „Goodbye Marlon Brando” – 3:30
7. „The Camera Never Lies” – 4:37
8. „Heavy Traffic” (Elton John, Taupin and Davey Johnstone) – 3:28
9. „Poor Cow” – 3:50
10. „Since God Invented Girls” – 4:39

### Wersja 1998
1. „Town of Plenty” – 3:40
2. „A Word in Spanish” – 4:39
3. „Mona Lisas and Mad Hatters (Part Two)” – 4:12
4. „I Don’t Wanna Go On With You Like That” – 4:36
5. „Japanese Hands” – 4:40
6. „Goodbye Marlon Brando” – 3:30
7. „The Camera Never Lies” – 4:37
8. „Heavy Traffic” (Elton John, Taupin and Davey Johnstone) – 3:28
9. „Poor Cow” – 3:50
10. „Since God Invented Girls” – 4:39
11. „Rope Around a Fool” – 3:48
12. „I Don’t Wanna Go on with You Like That (Shep Pettibone Mix)” – 7:16
13. „I Don’t Wanna Go on with You Like That (Just Elton and the Piano Mix)” – 4:37
14. „Mona Lisas and Mad Hatters (Part Two) (The Renaissance Mix)” – 6:19